# 夏普斯堡 (馬里蘭州)
夏普斯堡（英語：Sharpsburg）是一個位於美國馬里蘭州華盛頓縣的市鎮。

## 人口
根據2020年美國人口普查的數據，夏普斯堡的面積為0.56平方千米，當中陸地面積為0.56平方千米，而水域面積為0.00平方千米。當地共有人口560人，而人口密度為每平方千米1,000人。